# بورت باري (لويزيانا)
بورت باري (بالإنجليزية: Port Barre town, Louisiana)‏ هي بلدة تقع بولاية لويزيانا في الولايات المتحدة. تبلغ مساحتها 2.89 كم2، وترتفع عن سطح البحر 7.010400000000001 م، بلغ عدد سكانها 2,055 نسمة في عام 2010 حسب إحصاء مكتب تعداد الولايات المتحدة وتصل الكثافة السكانية فيها 711.1 نسمة لكل كيلومتر مربع (1,841.7/ميل2).

## التركيبة السكانية
حدّد مكتب تعداد الولايات المتحدة بيانات التركيبة السكانية لبورت باري في تعداد الولايات المتحدة. في ما يلي، التركيبة السكانية حسب تعدادي 2000 و2010.

### تعداد عام 2000
بلغ عدد سكان بورت باري 2,287 نسمة بحسب تعداد عام 2000، وبلغ عدد الأسر 867 أسرة وعدد العائلات 625 عائلة مقيمة في البلدة. في حين سجلت الكثافة السكانية 791.3 نسمة لكل كيلومتر مربع (2,049.5/ميل2). وبلغ عدد الوحدات السكنية 952 وحدة بمتوسط كثافة قدره 329.4 لكل كيلومتر مربع (853.1/ميل2).
وتوزع التركيب العرقي للبلدة بنسبة 71.88% من البيض و27.28% من الأمريكيين الأفارقة و0.17% من الأمريكيين الأصليين و0.17% من الأمريكيين ذوي الأصول الآسيوية و0.48% من عرقين مختلطين أو أكثر و0.61% من الهسبانيون أو اللاتينيون من أي عرق.
بلغ عدد الأسر 867 أسرة كانت نسبة 41.2% منها لديها أطفال تحت سن الثامنة عشر تعيش معهم، وبلغت نسبة الأزواج القاطنين مع بعضهم البعض 50.9% من أصل المجموع الكلي للأسر، ونسبة 17.1% من الأسر كان لديها معيلات من الإناث دون وجود شريك، بينما كانت نسبة 4.2% من الأسر لديها معيلون من الذكور دون وجود شريكة وكانت نسبة 27.9% من غير العائلات. تألفت نسبة 24.6% من أصل جميع الأسر من عدة أفراد يعيشون في نفس المنزل ونسبة 10.8% كانت تتألف من شخص يعيش بمفرده يبلغ من العمر 65 عاماً أو أكثر. وبلغ متوسط حجم الأسرة المعيشية 2.64، أما متوسط حجم العائلات فبلغ 3.16.
بلغ العمر الوسطي للسكان 33.8 عاماً. وكانت نسبة 29.8% من القاطنين تحت سن الثامنة عشر، وكانت نسبة 9.6% بين الثامنة عشر والرابعة والعشرين عاماً، ونسبة 27.7% كانت واقعةً في الفئة العمرية ما بين الخامسة والعشرين والرابعة والأربعين عاماً، ونسبة 20.9% كانت ما بين الخامسة والأربعين والرابعة والستين، ونسبة 12.1% كانت ضمن فئة الخامسة والستين عاماً فما فوق. يوجد لكل 100 أنثى 93.0 ذكر، ويوجد لكل 100 أنثى في الثامنة عشر من عمرها فما فوق 86.8 ذكر.
بلغ متوسط دخل الأسرة في البلدة 23,945 دولارًا، أما متوسط دخل العائلة فبلغ 29,279 دولارًا. وكان متوسط دخل الذكور 30,761 دولارًا مقابل 19,000 دولارًا للإناث. وسجل دخل الفرد الخاص بالبلدة 11,028 دولارًا. وكانت نسبة 21.6% من العائلات ونسبة 28.1% من السكان تحت خط الفقر، وكان من هؤلاء نسبة 37.7% تحت سن الثامنة عشر ونسبة 29.2% في الخامسة والستين من العمر وما فوق.

### تعداد عام 2010
بلغ عدد سكان بورت باري 2,055 نسمة بحسب تعداد عام 2010، وبلغ عدد الأسر 810 أسرة وعدد العائلات 554 عائلة مقيمة في البلدة. في حين سجلت الكثافة السكانية 711.1 نسمة لكل كيلومتر مربع (1,841.7/ميل2). وبلغ عدد الوحدات السكنية 901 وحدة بمتوسط كثافة قدره 311.8 لكل كيلومتر مربع (807.6/ميل2).
وتوزع التركيب العرقي للبلدة بنسبة 71.63% من البيض و25.69% من الأمريكيين الأفارقة و0.10% من الأمريكيين الأصليين و0.19% من الأمريكيين ذوي الأصول الآسيوية و0.15% من الأعراق الأخرى و2.24% من عرقين مختلطين أو أكثر و1.56% من الهسبانيون أو اللاتينيون من أي عرق.
بلغ عدد الأسر 810 أسرة كانت نسبة 34.4% منها لديها أطفال تحت سن الثامنة عشر تعيش معهم، وبلغت نسبة الأزواج القاطنين مع بعضهم البعض 40.6% من أصل المجموع الكلي للأسر، ونسبة 20% من الأسر كان لديها معيلات من الإناث دون وجود شريك، بينما كانت نسبة 7.8% من الأسر لديها معيلون من الذكور دون وجود شريكة وكانت نسبة 31.6% من غير العائلات. تألفت نسبة 28% من أصل جميع الأسر من عدة أفراد يعيشون في نفس المنزل ونسبة 10.4% كانت تتألف من شخص يعيش بمفرده يبلغ من العمر 65 عاماً أو أكثر. وبلغ متوسط حجم الأسرة المعيشية 2.54، أما متوسط حجم العائلات فبلغ 3.08.
بلغ العمر الوسطي للسكان 36.3 عاماً. وكانت نسبة 26.5% من القاطنين تحت سن الثامنة عشر، وكانت نسبة 9.8% بين الثامنة عشر والرابعة والعشرين عاماً، ونسبة 23.7% كانت واقعةً في الفئة العمرية ما بين الخامسة والعشرين والرابعة والأربعين عاماً، ونسبة 26.4% كانت ما بين الخامسة والأربعين والرابعة والستين، ونسبة 13.5% كانت ضمن فئة الخامسة والستين عاماً فما فوق. وتوزع التركيب الجنسي للسكان بنسبة 48.4% ذكور و51.6% إناث.

## وصلات خارجية
- الموقع الرسمي